# Lyncornis
Lyncornis es un género de aves caprimulgiformes perteneciente a la familia Caprimulgidae. Sus dos miembros son propios de la región indomalaya y la Wallacea. Anteriormente se clasificaban en el género Eurostopodus.

## Especies
El género contiene las siguientes especies:
- Lyncornis temminckii Gould, 1838 - chotacabras de Temminck;
- Lyncornis macrotis (Vigors, 1831) - chotacabras de orejudo.